# Plaque palmaire
Les plaques palmaires ou volaires (également appelées ligaments palmaires ou volaires)  se trouvent au niveau des articulations métacarpo - phalangiennes (MCP) et interphalangiennes (IP) de la main, où elles renforcent les capsules articulaires, améliorent la stabilité articulaire et limitent l'hyperextension. Les plaques des articulations MCP et IP sont structurellement et fonctionnellement similaires, excepté qu'au niveau des MCP, elles sont interconnectées par un ligament transverse profond. Dans les articulations MCP, ils assurent également indirectement la stabilité des arcades palmaires de la main,. La plaque palmaire de l'articulation MCP du pouce a une forme rectangulaire longitudinale transversale plus courte que celles des doigts.

## Structure
Cette structure fibrocartilagineuse est attachée à la base palmaire de la phalange distale de l'articulation. De là, elle forme une continuation palmaire de la surface articulaire de la phalange et sa surface interne s'ajoute ainsi à la surface articulaire lors de l'extension.
À son extrémité proximale, la plaque palmaire devient membraneuse et se confond avec la capsule palmaire attachée à la tête de l'os métacarpien. Pendant la flexion, la plaque glisse proximalement le long de la surface palmaire de la tête métacarpienne. Sa fixation flexible à la phalange l'empêche non seulement de restreindre les mouvements articulaires, mais empêche également les longs tendons fléchisseurs d'être pincés dans l'articulation. La flexion de la phalange proximale est facilitée par la forme du bord proximal, le récessus palmaire, mais cette extrémité diaphane de la plaque palmaire est aussi la partie de l'articulation métacarpo-phalangienne la plus susceptible de se blesser lors de luxations.
Du fait de sa composition fibrocartilagineuse, la plaque est ainsi apte à (1) résister aux efforts de traction tout en (2) restreignant l'hyperextension et la compression et (3) protégeant la surface articulaire palmaire.

## Fonction
La plaque palmaire se déplace en trois phases lors de la flexion articulaire. Tout d'abord, elle glisse vers la main. Ensuite, elle est soulevée de la phalange proximale par la poulie A3. Enfin, une portion sur la phalange médiane roule dans un récessus sur la plaque. Si la poulie A3 est endommagée, les trois phases normales du mouvement ne se produisent pas et la plaque se froisse à la place.

## Articulations métacarpo-phalangiennes
Dans les articulations MCP, les quatre plaques palmaires des doigts et les capsules dans lesquelles elles se trouvent sont mélangées et interconnectées par le ligament métacarpien transversal profond qui relie les têtes métacarpiennes ensemble. Dorsalement à ce ligament, de chaque côté des têtes métacarpiennes, des bandes sagittales relient les plaques palmaires aux tendon de l'extenseur des doigts et à l'aponévrose des extenseurs. Ces bandes aident à stabiliser les plaques palmaires sur les têtes métacarpiennes.
Contrairement aux plaques palmaires des articulations MCP des doigts, la plaque palmaire de l'articulation MCP du pouce est une structure épaisse fermement attachée à la base de la phalange proximale. Il forme le fond d'une boîte à deux côtés, dont les côtés sont constitués des ligaments collatéraux.

## Galerie
|                                                                         |
| Articulations métacarpophalangienne et interphalangiennes. Vue volaire. |

|                                                                         |
| Articulations métacarpophalangienne et interphalangiennes. Vue ulnaire. |